# Trichoniscus virei
Trichoniscus virei är en kräftdjursart som beskrevs av Carl 1908B. Trichoniscus virei ingår i släktet Trichoniscus och familjen Trichoniscidae. Inga underarter finns listade i Catalogue of Life.